# Nazionale femminile di roller derby della Colombia
La nazionale di roller derby della Colombia è la selezione maggiore femminile di roller derby, il cui nickname è Team Colombia, che rappresenta la Colombia nelle varie competizioni ufficiali o amichevoli riservate a squadre nazionali. Ha partecipato al campionato mondiale di roller derby 2014 di Dallas classificandosi ventesima.

## Risultati
Legenda: Grassetto: Risultato migliore, Corsivo: Mancate partecipazioni

## Dettaglio stagioni

### Amichevoli
| Stagione | Vin | Par | Per | Tot | PF | PS  | avversaria |
| -------- | --- | --- | --- | --- | -- | --- | ---------- |
| 2013     | 0   | 0   | 1   | 1   | 70 | 118 | Argentina  |
|          |     |     |     |     |    |     |            |
| Totale   | 0   | 0   | 1   | 1   | 70 | 118 |            |

### Tornei

#### Mondiali
| Stagione | regular season | regular season | regular season | regular season | regular season | regular season | playoff | playoff | playoff | playoff | playoff | playoff   | playoff    |
|          | Vin            | Par            | Per            | Tot            | PF             | PS             | Vin     | Per     | Tot     | PF      | PS      | risultato | avversaria |
| -------- | -------------- | -------------- | -------------- | -------------- | -------------- | -------------- | ------- | ------- | ------- | ------- | ------- | --------- | ---------- |
| 2014     | 1              | 0              | 2              | 3              | 248            | 553            | 1       | 0       | 1       | 305     | 136     | Ventesima | Grecia     |
|          |                |                |                |                |                |                |         |         |         |         |         |           |            |
| Totale   | 1              | 0              | 2              | 3              | 248            | 553            | 1       | 0       | 1       | 305     | 136     |           |            |

### Riepilogo bout disputati
| Anno | Luogo  | Evento                 | Fase del torneo      | Incontro             | Risultato |
| 2011 | Bogotà | Torneo Latinoamericano |                      | Colombia - Argentina | 70 - 118  |
| 2014 | Dallas | Mondiale               | Fase a gironi        | Finlandia - Colombia | 248 - 32  |
| 2014 | Dallas | Mondiale               | Fase a gironi        | Colombia - Messico   | 163 - 75  |
| 2014 | Dallas | Mondiale               | Fase a gironi        | Scozia - Colombia    | 230 - 53  |
| 2014 | Dallas | Mondiale               | Fase di consolazione | Colombia - Grecia    | 305 - 136 |

## Confronti con le altre Nazionali
Questi sono i saldi della Colombia nei confronti delle Nazionali incontrate.

### Saldo positivo
| Nazionale | Giocate | Vinte | Pareggiate | Perse | PF  | PS  | Ultima vittoria | Ultimo pari | Ultima sconfitta |
| --------- | ------- | ----- | ---------- | ----- | --- | --- | --------------- | ----------- | ---------------- |
| Grecia    | 1       | 1     | 0          | 0     | 305 | 136 | 2014            | -           | -                |
| Messico   | 1       | 1     | 0          | 0     | 163 | 75  | 2014            | -           | -                |

### Saldo negativo
| Nazionale | Giocate | Vinte | Pareggiate | Perse | PF | PS  | Ultima vittoria | Ultimo pari | Ultima sconfitta |
| --------- | ------- | ----- | ---------- | ----- | -- | --- | --------------- | ----------- | ---------------- |
| Finlandia | 1       | 0     | 0          | 1     | 32 | 248 | -               | -           | 2014             |
| Scozia    | 1       | 0     | 0          | 1     | 53 | 230 | -               | -           | 2014             |
| Argentina | 1       | 0     | 0          | 0     | 70 | 118 | -               | -           | 2013             |